# Christian Friedrich Karl zu Hohenlohe-Kirchberg
Christian Friedrich Karl Fürst zu Hohenlohe-Kirchberg (* 19. Oktober 1729 in Kirchberg; † 18. August 1819 ebenda) aus dem fränkischen Hochadelsgeschlecht Hohenlohe war Landesherr des Fürstentums Hohenlohe-Kirchberg und nach der Mediatisierung 1806 Standesherr in Württemberg.

## Abstammung
Christian Friedrich Karl war der Sohn von Fürst Karl August zu Hohenlohe-Kirchberg (1707–1767) und dessen Ehefrau Charlotte Amalie Gräfin von Wolfstein (1706–1729). Er gehörte zu den Allodialerben seines Großvaters mütterlicherseits, von Graf Christian Albert (1671–1740), des letzten Wolfsteiners und Herrn zu Sulzbürg-Pyrbaum, der mit Augusta Friederica verheiratet war, einer Tochter des Grafen Johann Friedrich I. von Hohenlohe-Oehringen (1617–1702). Daher führte er den Zusatz Wolfstein in seiner großen Titulatur: Durchlauchtigster Fürst Christian Friedrich Carl, regierender Fürst zu Hohenlohe[-Kirchberg], Graf zu Wolfstein und Gleichen, Herr zu Langenburg und Kranichfeld etc.

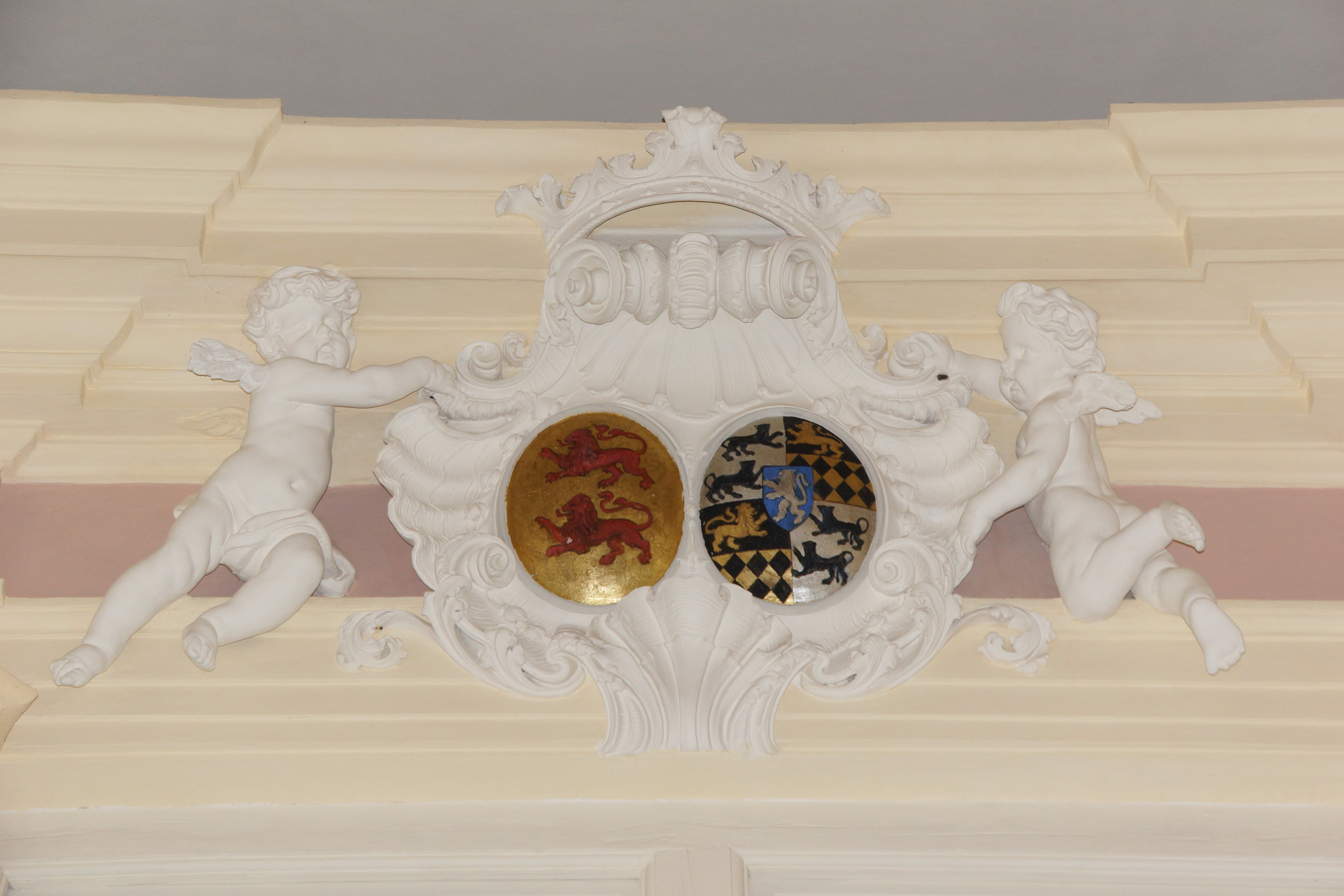
Das Allianzwappen Wolfstein-Hohenlohe der Großeltern mütterlicherseits im Innenraum der Schlosskirche Sulzbürg
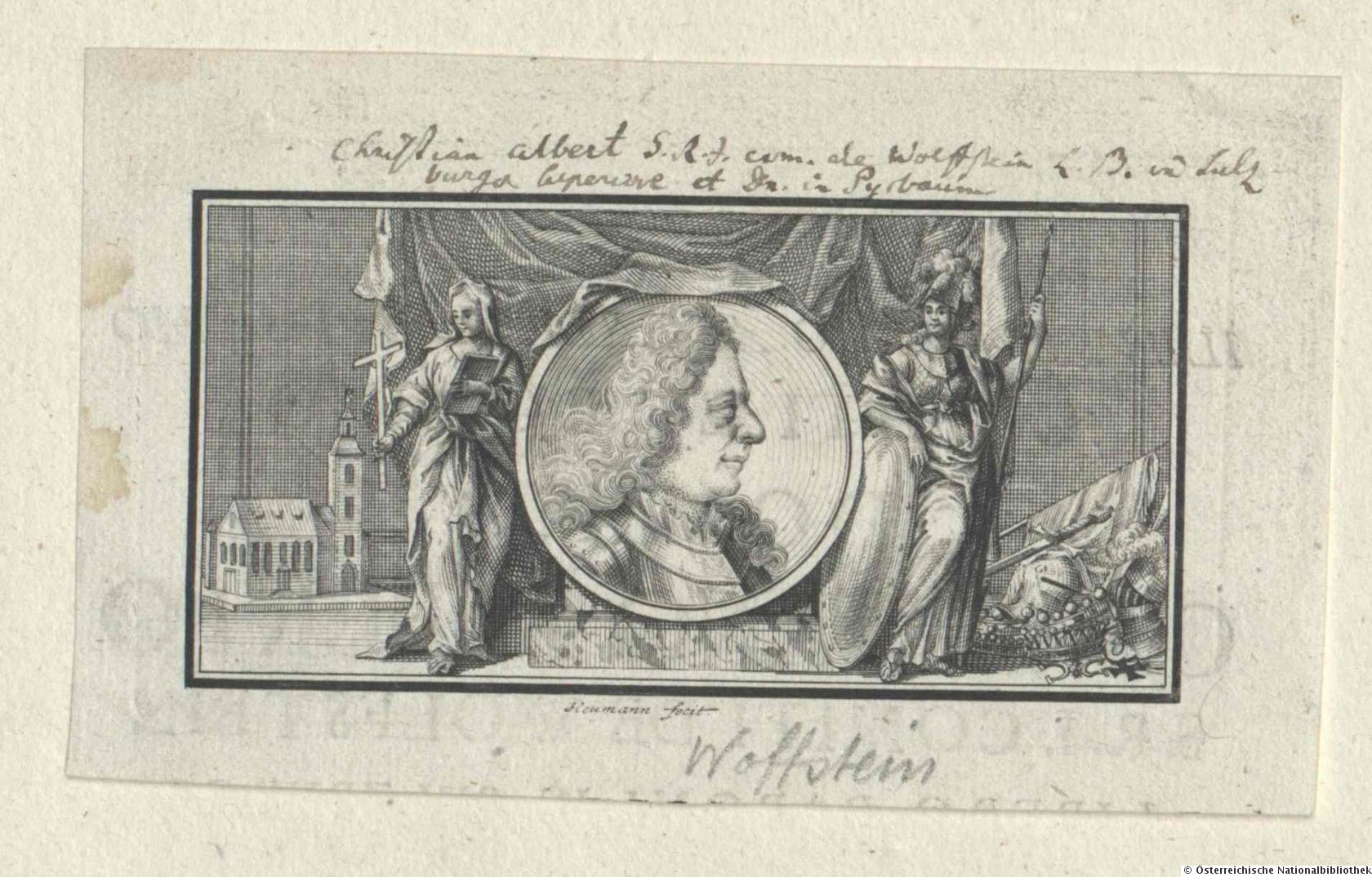
Christian Albrecht, der vom Enkel als letzter Graf von Wolfstein im Allod beerbte Großvater mütterlicherseits

Sein Halbbruder Friedrich Wilhelm (1732–1796), stieg im Ersten Koalitionskrieg zum kaiserlich-österreichischen Feldzeugmeister auf.

## Leben und Werk
Fürst Christian Friedrich Karl wurde am 23. September 1748 zusammen mit seinem Bruder Friedrich Wilhelm und Johann Ernst von Olnhausen immatrikuliert. Er studierte zwei Jahre lang in Göttingen, hörte historische und juristische Vorlesungen, vor allem bei Professor Johann Stephan Pütter (1725–1807). Während des Studiums auf der Heimreise lernte er zahlreiche Höfe kennen. Vor seinem weiteren Studienaufenthalt in Straßburg war er zusammen mit seinen Eltern in Prag und am sächsischen Hof in Dresden.
Von September 1755 bis Juni 1756 begleitete er den siebzehnjährigen, schon regierenden Herzog von Mecklenburg-Strelitz auf einer Reise durch die Schweiz nach Südfrankreich, dann über Lyon und Fontainebleau nach Versailles.
Fürst Christian Friedrich Karl zu Hohenlohe-Kirchberg regierte als Fürst zu Hohenlohe-Kirchberg von 1767 bis 1806. Er war Direktor des fränkischen Reichsgrafenkollegiums und zudem K.k. Kämmerer und Erbreichsmarschall. Von 1805 bis 1819 war er Senior des Gesamthauses Hohenlohe. Nach der Mediatisierung des Fürstentums Hohenlohe-Kirchberg fiel die Residenzstadt 1806 zunächst an das Königreich Bayern und schließlich 1810 an das Königreich Württemberg. Fürst Christian Friedrich Karl wurde bereits 1809 erster Reichserbmarschall des Königreichs Württemberg. Für die Wahlperioden 1815 bis 1819 wurde er als virilstimmberechtigter Fürst in die württembergische Ständeversammlungen berufen. Ursprünglich war Hohenlohe-Kirchberg als ältestes Mitglied der Ständeversammlung als Präsident vorgesehen, nachdem er aber nicht zu den Versammlungen erschien, wurde der Fürst von Waldburg zu Zeil und Trauchburg vom König ernannt.

## Familie
Fürst Christian Friedrich Karl heiratete 1760 Luise Charlotte Prinzessin zu Hohenlohe-Langenburg (1732–1777) und 1778 Philippine Gräfin zu Ysenburg und Büdingen (1744–1819).
Aus der ersten Ehe gingen zwei Töchter hervor:
- Karoline Henriette (1761–1849) heiratete 1779 Fürst Heinrich XLII. Reuss zu Schleiz (1752–1818)
- Charlotte Amalie Friederike (1777–1791)

Aus der zweiten Ehe gingen sechs Kinder hervor, wovon vier erwachsen wurden:
- Wilhelmine Friederike Sophie (1780–1853)
- Auguste Eleonore (1782–1847) heiratete 1807 Friedrich Reinhard Graf von Rechteren-Limpurg (1751–1842). Aus der Ehe ging der Sohn Friedrich Ludwig von Rechteren-Limpurg-Speckfeld hervor
- Luise (1784–1826) heiratete 1816 Prinz Ludwig zu Hohenlohe-Langenburg (1774–1844)
- Georg Ludwig Moritz (1786–1836) heiratete 1812 Adele Prinzessin zu Hohenlohe-Ingelfingen (1787–1858)

## Belege und Anmerkungen
1. ↑  Johann Justus Herwig: Entwurf einer genealogischen Geschichte des hohen Hausses Hohenlohe, Schillingsfürst 1796, S. 194.
2. ↑  Andreas Lazarus von Imhof: Neu-eröffneter Historischer Bilder-Saal, 1744, S. 875 f.
3. ↑  Landesarchiv Baden-Württemberg, Hohenlohe-Zentralarchiv Neuenstein, GA 97, Nr. 785.
4. ↑  Ingeborg Wessel: Musikgeschichte der Hohenlohischen Residenzstadt Kirchberg. Von der Mitte des 17. Bis zum Beginn des 19. Jahrhunderts, Verlag J. B. Metzler, Stuttgart-Weimar 2001, ISBN 978-3-476-01845-8, S. 59.
5. ↑  Ingeborg Wessel: Musikgeschichte der Hohenlohischen Residenzstadt Kirchberg. Von der Mitte des 17. Bis zum Beginn des 19. Jahrhunderts, Verlag J. B. Metzler, Stuttgart-Weimar 2001, ISBN 978-3-476-01845-8, S. 60.
6. ↑  Hohenlohe wird württembergisch. Ein Bilder-Lese-Buch, herausgegeben vom Haus der Geschichte Baden-Württemberg durch Karin Wohlschlegel, Jan Thorbecke Verlag, Sigmaringen 1993, ISBN 3-7995-0387-0, S. 169.

| Personendaten    | Personendaten                                          |
| ---------------- | ------------------------------------------------------ |
| NAME             | Hohenlohe-Kirchberg, Christian Friedrich Karl zu       |
| ALTERNATIVNAMEN  | Hohenlohe-Kirchberg, Christian Friedrich Karl Fürst zu |
| KURZBESCHREIBUNG | deutscher Erbreichsmarschall und Politiker             |
| GEBURTSDATUM     | 19. Oktober 1729                                       |
| GEBURTSORT       | Kirchberg an der Jagst                                 |
| STERBEDATUM      | 18. August 1819                                        |
| STERBEORT        | Kirchberg an der Jagst                                 |